# New Providence (Iowa)
New Providence – miasto w Stanach Zjednoczonych, w stanie Iowa, w hrabstwie Hardin. Zgodnie ze spisem statystycznym z 2000 roku, miasto liczyło 227 mieszkańców.